# Высокая печать

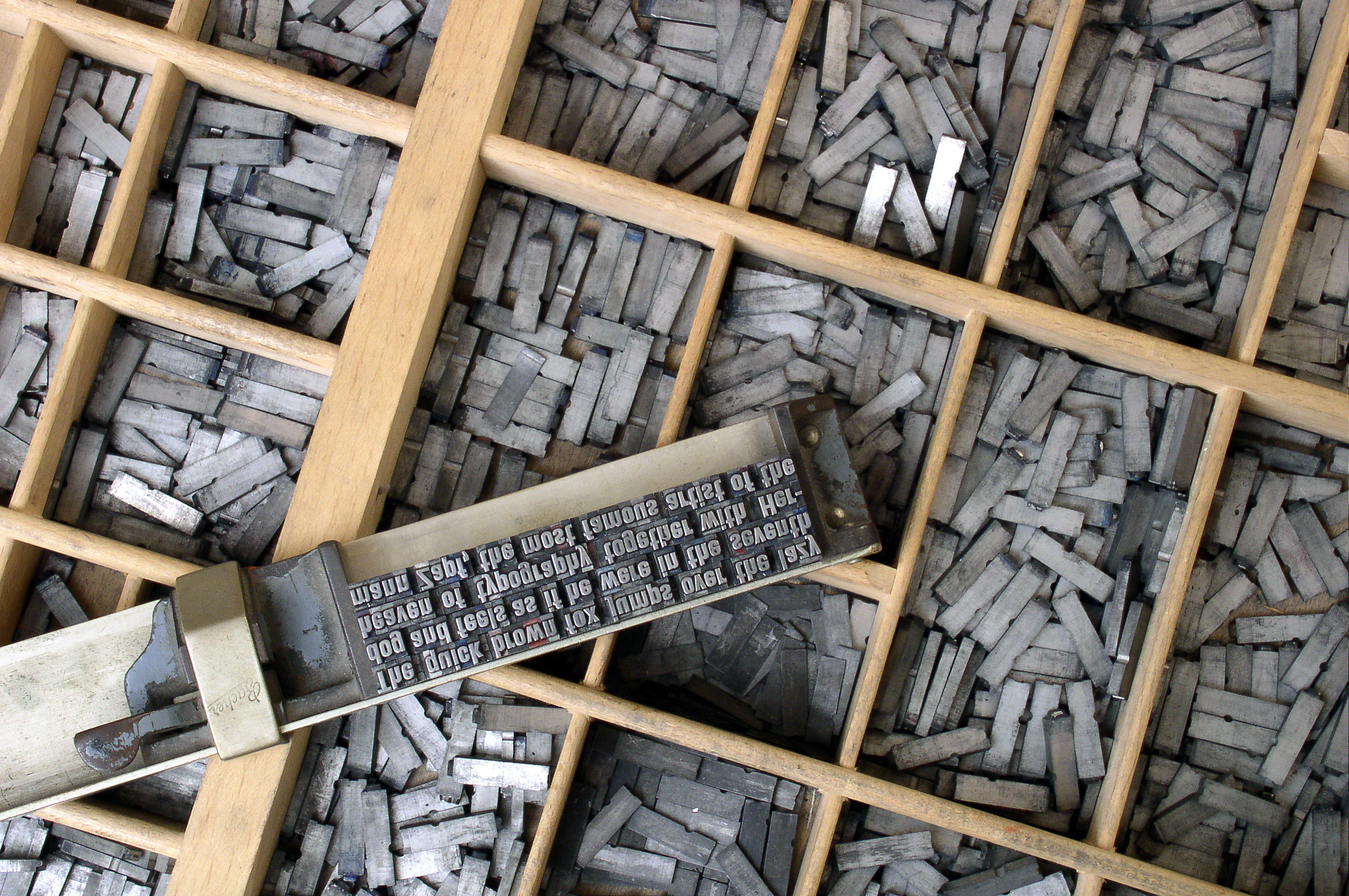
Наборная верстатка на шрифткассе

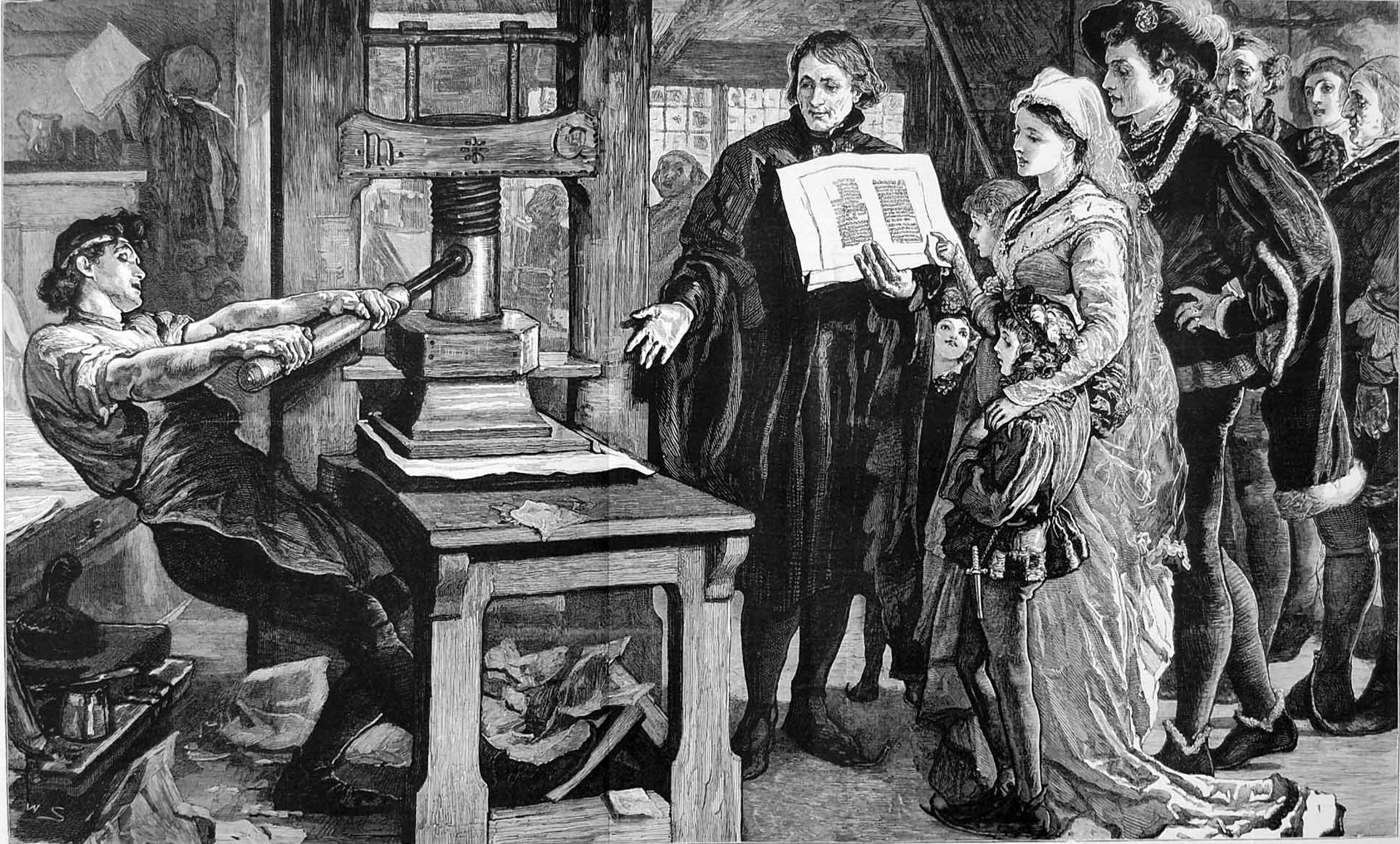
Английский первопечатник Кекстон, показывающий королю Эдуарду IV работу печатной машины Гутенберга

Высо́кая печа́ть (также типогра́фская печа́ть) в полиграфии — способ печати, отличающийся от плоской и глубокой печати тем, что печатные элементы на форме расположены выше пробельных, так что при печати пробельные элементы бумаги не касаются. Разновидность рельефной печати. Высокая печать позволяет с помощью ручного типографского станка изготавливать множество копий путём прямого прижимания рельефной поверхности с нанесённой на неё краской к листам или рулонам бумаги. Работник составляет и закрепляет ручной набор на печатной форме станка, наносит на него краску и прижимает к ней бумагу, чтобы след краски остался на бумаге, в результате чего получается оттиск на бумаге.

## История
Принцип высокой печати находится в употреблении более 1000 лет. Исторически он, по-видимому, первым получил распространение в качестве технологии тиражирования изображений. Именно его, например, использовал Иоганн Гутенберг, и тот же принцип лежит в основе конторской печати.

## Технология
На печатной форме высокой печати печатные элементы расположены выше пробельных. Краска наносится на поверхность выступающих печатных элементов (очко). При соприкосновении с бумагой, для полного перехода краски, необходимо давление. До изобретения печатных машин для этой цели использовали пресс. Для воспроизведения текста и штриховых изображений, состоящих из отдельных штрихов и линий, изготовить печатную форму даже на доске несложно, так как все печатные элементы находятся на одном уровне. На них легко нанести краску тампоном или валиком, положить бумагу и прижать её для перехода краски.

Общая схема высокой печати

## Виды
В полиграфической промышленности к видам высокой печати относят:
- типографский набор[3], или типографская (высокая, книжная) печать (для штриховых изображений)[4],
- ксилография,
- линогравюра[3],
- растровые (автотипные) клише (для печати растровых изображений)[3][4],
- стереотип[3].

Разница между этими технологиями высокой печати заключается как в печатных формах (формы высокой печати изготавливаются, в частности, на базе линотипного и монотипного видов набора из достаточно твёрдого гартового сплава или по современной технологии из вымывных фотополимеров), так и в процессе печати. В изобразительном искусстве данная концепция реализована в линогравюре, гравюре на дереве (ксилография) и т. п.

## Достоинства
Простота печатного процесса, лёгкость изготовления печатной формы надолго сделали высокий способ печати доминирующим. Чёткие начертания букв, ровные штрихи и контуры оттисков высокой печати до сих пор[когда?] трудно достижимы другими способами печати. Такой значительный удельный вес высокой печати обусловлен её универсальными репродукционными возможностями при воспроизведении оригиналов самого различного характера: текстовых, иллюстрационных, смешанных, одно- и многокрасочных.
Оттиски характеризуются большой чёткостью, резкостью, насыщенностью тона и цвета. Положительная особенность этого способа — стабильность качества изображения во всем тираже, которая обусловлена отсутствием таких нестабильных процессов, как увлажнение печатных форм (в плоской офсетной печати) или удаление краски с пробельных элементов форм (при глубокой печати).
Поверхность печатных форм высокой печати из фотополимеров химически нейтральна и может воспринимать любой раствор. Следовательно, эти формы могут быть использованы для печати с применением красок как на масляной основе, так и на базе водных и спиртовых растворителей (флексография).
Верным признаком высокой печати является неравномерность распределения краски («выдавливание») на площади печатающего элемента.

## Недостатки
Однако в высокой печати долгое время использовали тяжёлые наборные металлические печатные формы из гартового сплава, содержащего вредный для здоровья и экологически опасный свинец. Это, вместе с характерными недостатками высокой печати (низкая разрешающая способность, перетискивание на обратную сторону и прочими), привело к резкому уменьшению доли высокой печати, особенно после появления офсетных форм на алюминиевой основе.
По состоянию на 1989 год, общий объём высокой печати в СССР доминировал. В последние десятилетия высокая печать утратила доминирующее положение в выпуске большинства видов издательской продукции, но до сих пор используется для тиражирования однокрасочных газет, книг, а также в упаковке (например, печать самоклеящихся этикеток и гибкой упаковки).

## Модернизация
Важным стимулом для развития и поддержания конкурентоспособности высокой печати явилось внедрение гибких полноформатных печатных форм из фотополимеров с малой (0,4—0,7 мм) глубиной пробельных элементов. Существенные изменения в технологию высокой печати внесли фотополимерные печатные формы в сочетании с повышением жёсткости конструкций печатных машин и применением синтетических декелей из армированных материалов на пористой волокнистой основе. Они позволили значительно повысить эффективность работы за счёт уменьшения затрат времени на подготовку к печатанию.

## Печатание марок
В прошлом высокая (типографская) печать широко применялась и была одним из основных способов при производстве почтовых марок. Однако впоследствии она стала всё более вытесняться другими видами печати. Объясняется это тем, что способ высокой печати более трудоёмок и предъявляет более высокие требования к свойствам используемой бумаги, включая лоск, мелованный слой, впитываемость и др.
Характерным признаком почтовых марок, изготовленных посредством высокой печати, является присутствие рельефных следов давления (натиска) на оборотной стороне марок, каковые отсутствуют в случае использования плоской или глубокой печати.

Примеры ранних и ныне раритетных почтовых марок, изготовленных типографским способом
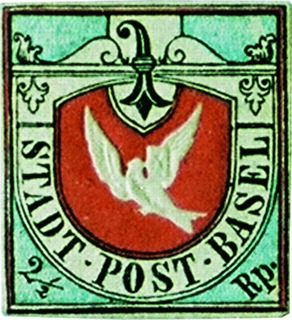
«Базельская голубка» (1845)
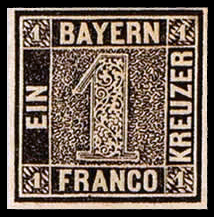
«Чёрная единица» (1849)
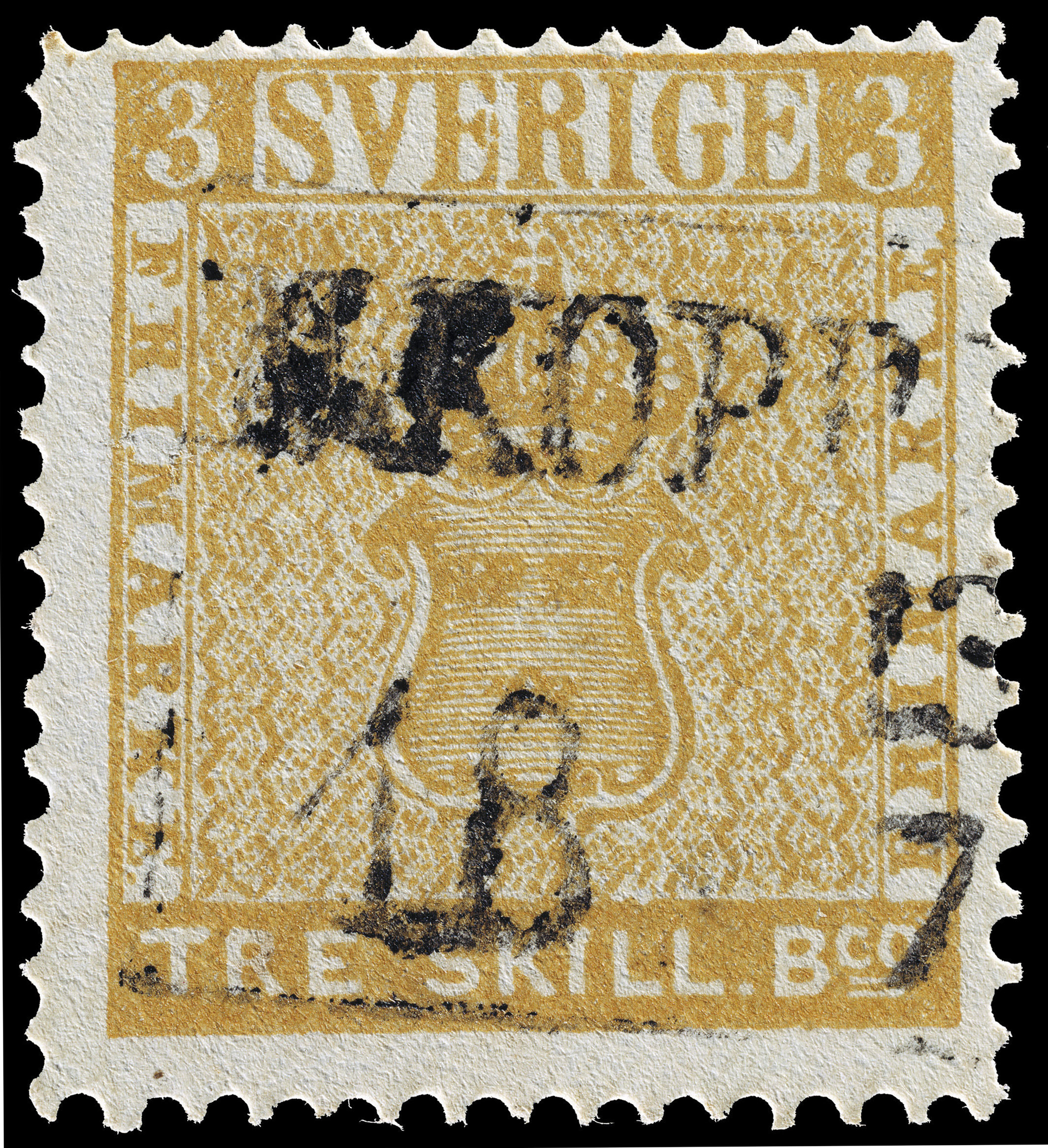
«Жёлтый трёхскиллинговик» (1855)
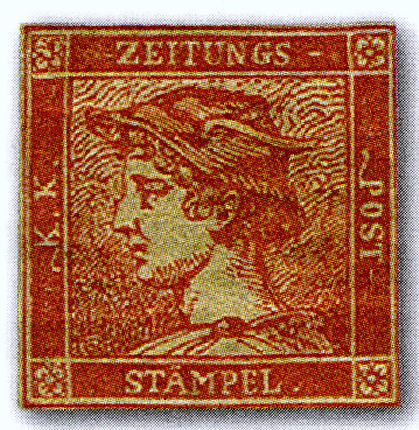
«Красный Меркурий» (1856)